# かずのこ (プロゲーマー)
かずのこ（本名：井上 涼太（いのうえ りょうた））は日本の埼玉県出身のプロゲーマー。ジャパン・eスポーツ・プロライセンス保持者。Crazy Raccoon所属。

## 人物
GUILTY GEARシリーズやストリートファイターシリーズといった、2D対戦型格闘ゲームを得意とする。
当初は本名から「イノウエ」と名乗っていたが、ストリートファイターⅣシリーズ参戦時既にイノウエというプレイヤーが存在したため「かずのこ」に改名した。GUILTY GEARシリーズで知られていたところ、闘劇にて『ストリートファイターIV』（ストIV）の対戦を観戦したことがきっかけで『ストIV』にも参加するようになった。
大学卒業後はフリーターだったが、2010年に日本人で初のプロゲーマーが誕生したことをきっかけに、プロになることを決意した。2016年1月に専属契約を結び、プロゲーマーになった。
『ウルトラストリートファイターIV』では梅原大吾を破り、世界大会で優勝した。この実績から『ストリートファイターV』ではネカリの追加コスチュームをデザインしている。
2024年5月2日、Burning Coreとの契約終了を発表。5月12日にCrazy Raccoon加入を発表した。

## 実績
- 『GUILTY GEAR XX Λ CORE -ACCENT CORE』闘劇'10 - 準優勝[5]
- 『スーパーストリートファイターIV』闘劇’11 - 優勝[6]
- 『ウルトラストリートファイターIV』カプコンカップ2015 - 優勝[7]
- 『フォーオナー』プロ格闘ゲーマーNo.1決定戦 - 優勝[8]